# Jan Hrnčíř Zelinka
Jan Hrnčíř Zelinka (asi 1570 Jablonné nad Orlicí – po 1633) byl laickým kazatelem ve staré Jednotě bratrské a otcem Petra Figula Jablonského.

## Život

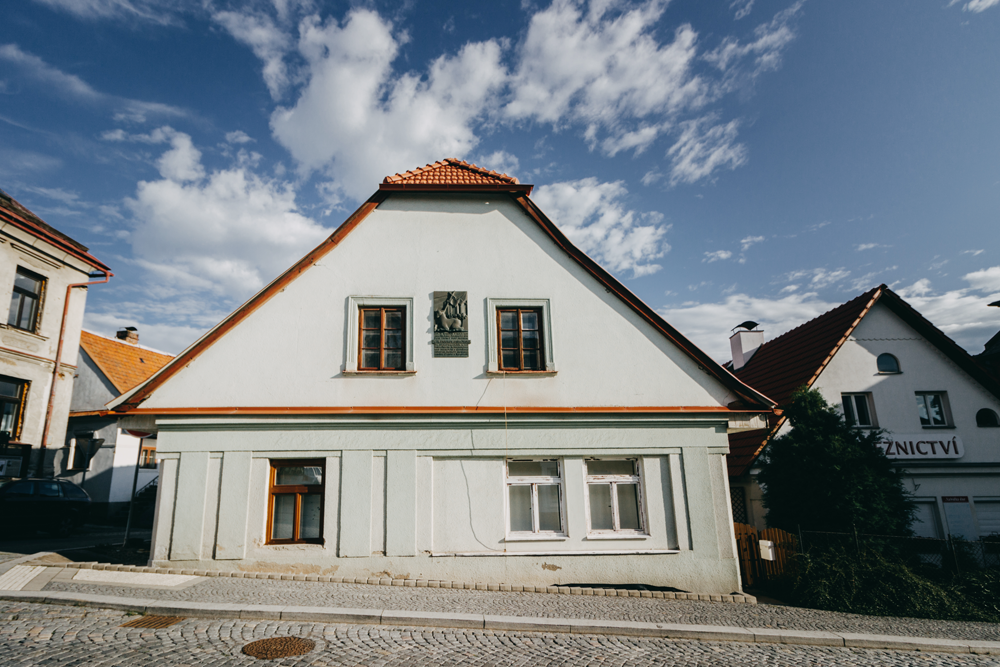
Dům, ve kterém bydlela rodina Zelinkových před odchodem z vlasti

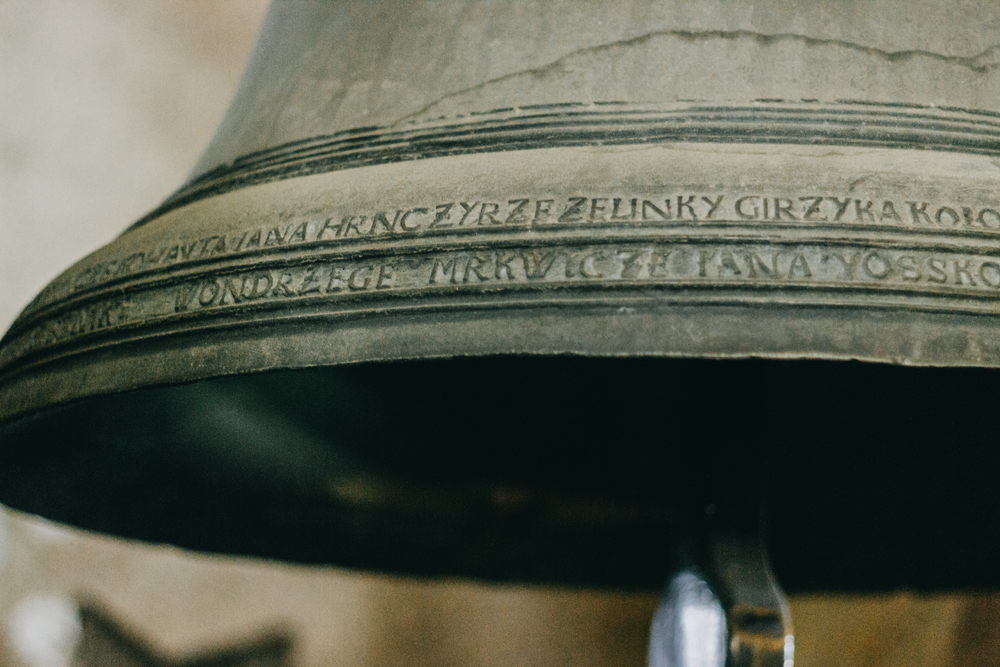
Lem zvonu Hrubáka obtáčí reliéf se jmény dárců, kteří přispěli na jeho pořízení. Mezi nimi je patrné i jméno Jana Hrnčíře Zelinky.

Jan Zelinka přišel na svět pravděpodobně v roce 1570. Narodil se manželům Anně († asi 1643) a Janovi (* asi 1550) Zelinkovým jako prvorozený syn a měl dva mladší bratry, Bartoše (Bartoloměje) a Pavla. Rod Zelinků žil podle zápisů v pozemkových knihách v Jablonném nad Orlicí už po generace.
V roce 1594 se Jan Zelinka odstěhoval od rodičů a za 10 kop grošů si koupil chalupu, která se nacházela v dnešní Slezské ulici čp. 43. S manželkou Dorotou († po 1647) zde bydlel dvacet let a živil se jako hrnčíř. Jelikož bylo běžné, že se jediný řemeslník v obci nazýval po svém řemesle, stalo se přízvisko „Hrnčíř“ součástí jeho jména. Jan Hrnčíř Zelinka ve městě působil také jako laický kazatel malé skupiny věřících, která se hlásila ke staré Jednotě bratrské.
V roce 1614 koupil dům ve Slezské ulici čp. 40. Regionální badatel František Šilar (1914–2001) se domnívá, že se jednalo o „výstavný dům“, protože tehdy stál 140 kop míšeňských grošů. Složil za něj zálohu 30 kop a ročně jej splácel po 4 kopách míšeňských grošů. V roce 1619 přispěl Jan Hrnčíř Zelinka na pořízení nového zvonu, dochovaného na věži kostela sv. Bartoloměje. Traduje se, že důvodem jeho daru byla radost z narození syna Petra, který se stal později známým pod jménem Petr Figulus Jablonský. Jan Zelinka měl s manželkou Dorotou údajně ještě další tři děti, ale jejich osud není znám.
V důsledku pobělohorských událostí se manželé Zelinkovi rozhodli své rodné město opustit. V roce 1622 totiž koupil lanškrounské panství Karel I. z Lichtenštejna, který zde zahájil rekatolizaci. Jan Zelinka sice ještě roku 1622 splatil povinné 4 kopy za svůj dům, ale v roce 1623 z Jablonného nad Orlicí odešel do emigrace. Zdeslav Hrzán z Harasova zabavil „zběhlému hrnčíři Janu Zelinkovi“ jeho majetek, takže bratr Bartoš a matka Anna „tu niczky nyní nemají“. Zelinkovi utekli pravděpodobně do nedalekého Brandýsa nad Orlicí, nad kterým držel ochrannou ruku Karel starší ze Žerotína. Odborníci odhadují, že se na místním panství ilegálně ukrývalo 24 bratrských kněží. Jedním z nich byl i Jan Amos Komenský, se kterým se zde Zelinkovi patrně seznámili. Nejpozději po vydání Obnoveného zřízení zemského odešli do polského města Lešna.
V exilu bylo Janovo přízvisko přeloženo do latiny, takže byl nadále jmenován jako Jan Figulus. V dokumentu Catalogus ministrorum verbi Dei z roku 1633 se o něm nachází poslední přímá zmínka. Objevuje se mezi 24 bratrskými kněžími, soustředěnými kolem osobnosti Jana Amose Komenského. Dokladem úzkého vztahu s rodinou Komenských může být také skutečnost, že Zelinkův syn Petr vyrůstal v jejich domácnosti. V otázce úmrtí Jana Hrnčíře Zelinky nepanuje jistota, protože dobové zdroje informací se rozcházejí. S určitostí se dá stanovit pouze to, že zemřel někdy po roce 1633.